# Philippe Le Hardy de Beaulieu
Philippe Le Hardy de Beaulieu (1887–1942) va ser un tirador belga que va competir a començaments del segle XX i va prendre part en tres edicions dels Jocs Olímpics.
El 1906 va prendre part en els Jocs Intercalats d'Atenes, on va guanyar la medalla de bronze en la prova d'espasa per equips.
El 1912, als Jocs d'Estocolm, on disputà dues proves del programa d'esgrima. Guanyà la medalla de bronze en la competició d'espasa individual i fou cinquè en la de sabre per equips.
Vuit anys més tard, després de l'obligat parèntesi per culpa de la Primera Guerra Mundial, va prendre part en els Jocs d'Anvers, on guanyà la medalla de plata en la prova d'espasa per equips.